# Arkalgud
Arkalgud è una suddivisione dell'India, classificata come town panchayat, di 15.184 abitanti, situata nel distretto di Hassan, nello stato federato del Karnataka. In base al numero di abitanti la città rientra nella classe IV (da 10.000 a 19.999 persone).

## Geografia fisica
La città è situata a 12° 45' 54 N e 76° 3' 25 E e ha un'altitudine di 915 m s.l.m..

## Società

### Evoluzione demografica
Al censimento del 2001 la popolazione di Arkalgud assommava a 15.184 persone, delle quali 7.705 maschi e 7.479 femmine. I bambini di età inferiore o uguale ai sei anni assommavano a 1.751, dei quali 902 maschi e 849 femmine. Infine, coloro che erano in grado di saper almeno leggere e scrivere erano 9.913, dei quali 5.605 maschi e 4.308 femmine.